# Zeca Viana
Zeca Viana (Recife, 1982) é um músico experimental, compositor, videomaker, radialista, pesquisador e produtor musical com influências do processo de gravação artesanal conhecido como Lo-Fi. Foi indicado ao Aposta MTV e além de atuar na música, Zeca é doutorando e mestre em Sociologia da Música (PPGS/UFPE) e professor de Filosofia com pesquisas em Filosofia da Música e Estética. É nascido na cidade do Recife, Pernambuco com influências da psicodelia pernambucana (Udigrudi), Ambient Music, Art Rock, Videoarte e Dream Pop com atuação em projetos musicais na efervescente cena recifense desde a década de 1990. Atualmente é considerado como um dos nomes mais relevantes no campo da produção musical "faça-você-mesmo" e Lo-Fi nacional. 

## História

### Carreira
Em 2009 Zeca Viana lança o seu primeiro trabalho solo intitulado Seres Invisíveis que tem como característica o processo estético de gravação caseira artesanal (onde o músico gravou e mixou todos os instrumentos entre os anos de 2005 e 2008). O álbum teve lançamento e distribuição do selo Tratore tendo sido escolhido como o  Terceiro Melhor Álbum do Ano pelo site Trama Virtual. Este álbum foi indicado ao Revelação de 2009 do Portal MTV e foi considerado uns dos dez melhores álbuns brasileiros.
Em 7 de junho de 2013 foi lançado nas plataformas digitais o seu segundo álbum Psicotransa. Este álbum foi quase todo gravado na Casa do Mancha em São Paulo em setembro de 2012 e teve a produção e mixagem de Diogo Valentino baixista da banda carioca Supercordas.
Em 14 de julho de 2015 lançou o álbum Estância que foi gravado no seu estúdio caseiro localizado na Estância, subúrbio do Recife. O nome do bairro serviu de inspiração para o nome do álbum. Este álbum contém o single "Deuses de Aço" que foi lançado no dia 6 de fevereiro do mesmo ano. A letra de "Deuses de Aço" fala sobre seres desconhecidos para os seres humanos, Zeca Viana diz que fez esta canção em homenagem a Karen Hudes, ex-executiva do Banco Mundial.
Nesse período, além de apresentações ao vivo, o músico começa a realizar trabalhos em algumas produções cinematográficas para filmes nacionais como Ela Morava na Frente do Cinema, do diretor Leonardo Lacca e Billi Pig, do diretor José Eduardo Belmonte, com a faixa "When I See Your Face (I get so high)" como tema dos personagens dos atores Selton Mello e Grazi Massafera.
Em 31 de maio de 2020 lança seu quarto álbum TRËMA gravado entre 2017 e 2020 de forma artesanal em seu home studio Recife Lo-Fi, localizado na Zona Oeste da cidade do Recife. O álbum foi lançado durante a quarentena, por conta da pandemia do novo coronavírus, e teve uma boa repercussão de crítica e público apresentando influências de neo-psicodelia, dream pop, synth-pop e lo-fi
Com quatro álbuns lançados o músico já participou de diversos festivais como Abril Pro Rock (PE), Coquetel Molotov (PE), Festival de Inverno de Garanhuns (PE), Grito Rock Recife (PE), além de festivais e apresentações em diversas cidades como Fortaleza (CE), João Pessoa (PB), Rio de Janeiro (RJ), Florianópolis (SC), Natal (RN) e São Paulo (SP). Atualmente reside em Recife, onde desenvolve pesquisas nas áreas de Sociologia da Música e produção musical, além da elaboração de workshops e oficinas de gravação caseira através do seu home studio Recife Lo-Fi.  

### Outros projetos musicais
Zeca Viana tem participado de diversos projetos musicais ao longo dos anos 2000 tendo residido por alguns anos na cidade de São Paulo atuou como baterista da banda pernambucana Volver (2006 - 2010) e baixista da banda paulistana Labirinto em sua primeira turnê aos Estados Unidos e Canadá. O músico também já tocou com a banda pernambucana Asteroide B-612 e na primeira formação da Rádio de Outono.

### Programa Recife Lo-Fi
Em 9 de agosto de 2018, Zeca Viana estreia como locutor do programa de rádio Recife Lo-Fi pela Frei Caneca FM. Desde então o programa é transmitido semanalmente para a Região Metropolitana do Recife pela frequência modulada 101.5 FM. A cada edição Zeca Viana apresenta artistas da cena independente pernambucana e nacional, já tendo entrevistado diversos convidados, entre eles, Almir de Oliveira (integrante do grupo psicodélico Ave Sangria) e Tony da Gatorra. O projeto Recife Lo-Fi tem inicio ainda nos anos 2010 com uma série de cinco coletâneas reunindo gravações caseiras de diversos músicos da cidade do Recife, entre eles Johnny Hooker, Tagore e Lulina. Atualmente o programa Recife Lo-Fi segue em sua segunda temporada na rádio Frei Caneca FM com transmissão para toda a região metropolitana do Recife com apoio do Funcultura. 

## Discografia Solo
- Seres Invisíveis (2009)
- Psicotransa [9](2013)
- Estância [26](2015)
- TRËMA [27](2020)

## Prêmios
Aposta MTV
| Ano  | Nomeação                 | Resultado | Ref          |
| ---- | ------------------------ | --------- | ------------ |
| 2011 | "MTV Video Music Brasil" | Indicado  | [ 7 ] [ 28 ] |

Prêmio Gabriel Thomaz
| Ano  | Nomeação                           | Resultado | Ref    |
| ---- | ---------------------------------- | --------- | ------ |
| 2018 | Prêmio Gabriel Thomaz - Hit do Ano | Indicado  | [ 29 ] |